# OsmAnd
OsmAnd (OpenStreetMap Automated Navigation Directions)とはAndroidとiOSに対応した地図ナビゲーションアプリで、メイン画面にオープンストリートマップの地図データベースを使用しているが、OSM財団が関与したアプリではない。無料と有料バージョンがあり有料バージョンではオフライン地図のダウンロード制限が解除され、興味ある地点(POI)でウィキペディアに説明付きでリンクされる。

## 機能
全世界のオープンストリートマップデータに無料でアクセスできる地図ナビゲーションアプリであり、全地図データはオンライン使用のために端末のメモリへと保存される。端末のGPSを使って自動車、バイク、歩行者に対応したビジュアルと音声案内付きのルート案内ができる。全機能オンラインとオフライン両方で使用可能。

### ルート案内
- オンラインもしくはオフライン(通信料がかからない)で動作
- ターンバイターン音声案内(録音および合成音声)
- オプションで車線案内、ストリート名表示、到着時間予想
- 中間点に対応
- 自動再ルート案内
- 住所、種類(飲食店、宿泊施設、ガソリンスタンド、博物館など)、地理座標で検索

### 地図閲覧
- 地図上に地点や方位を表示
- オプションでコンパスや端末の移動方向に合わせて地図の表示方向を変える
- 場所のお気に入り登録
- POI(point of interest)の表示
- オンラインタイルマップを表示
- 衛星画像(Bingによるもの)を表示
- ツーリング/ナビゲーションのGPX追跡のような異なるオーバーレイ表示とカスタマイズできる透明度を伴う地図の追加表示
- オプションで、英語、現地語やふりがな付きで場所名を表示
- Mapillaryのレイヤー(内蔵プラグイン)を使ってユーザー投稿のストリートビュー画像の閲覧や写真シーケンスの再生[5]

### オープンストリートマップとウィキペディアのデータ使用
- オープンストリートマップの世界地図は国地域ごとに使用可能
- ウィキペディアのPOI (有料バージョンのみ)
- アプリから直接無制限ダウンロード (無料バージョンでは地図ファイルは7つまででダウンロードごとにカウント[6][7][8])
- 地図の常時更新 (通常月1、2回)
- コンパクトなオフラインベクター地図
- 完全な地図データか道路網のみを選択(例として、日本全域だと700MBで道路網のみだと200MB)
- オンラインもしくはキャッシュされたタイルマップに対応

### 安全機能
- オプションで、ビューモードを日中と夜で自動的に切り替え
- オプションで、速度制限表示の上ユーザーが超過しそうになったら警告が作動
- オプションで、速度に対応した地図縮尺
- 場所の共有

### 自転車、歩行者向け機能
- 地図には歩道、ハイキングコース、自転車道が含まれる
- 自転車と歩行者のための特別なルート案内と表示モード
- オプションで、路線名を含む公共交通機関の駅や停留所(バス、トラム、列車)
- オプションで、経路をローカルのGPXファイル化オンラインサービスに記録
- オプションで、速度と標高の表示
- 外部プラグインを使って等高線と陰影処理を表示

### オープンストリートマップへ直接情報提供
- 地図の不具合を報告
- GPX追跡をアプリから直接OSMにアップロード
- OSMへPOIの追加と直接アップロード(オフラインの場合は後で)
- オプションでバックグラウンドモードで経路記録(端末がスリープモードの場合)

## ライセンス
プロジェクトの開発はGitHubで行われていてソースコードはGPLv3ライセンスになっている。Androidでは無料バージョンと有料バージョン(OsmAnd+)が配信されている。F-DroidではOsmAnd+のコミュニティによるコンパイル版が配布されている。
アイコンやバナーと言った一部のアートワークはクリエイティブ・コモンズ 表示-非営利-改変禁止(CC-BY-NC-ND)のライセンスで、メインマーケットプレイスにフォークを自由に公開してはいけない例外規定がある。
AndroidとiOS両方での外部の提供者からのプルリクエストはMIT license下で容認できる。